# Matías Carlos Schulz
Matías Carlos Schulz (* 12. Februar 1982 in Buenos Aires) ist ein ehemaliger argentinischer Handballspieler.

## Leben
Matías Schulz’ Urgroßvater Karl aus Hannover wanderte mit seiner Frau Ende des 19. Jahrhunderts aus dem Deutschen Kaiserreich nach Argentinien in die Hauptstadt Buenos Aires aus. Schulz selbst spricht perfekt Deutsch. In Buenos Aires besuchte er die Goethe-Schule.
Mit seiner Frau hat er zwei gemeinsame Söhne (2012, 2015).

## Karriere
Im Juli 2006 wechselte der Handballtorwart aus Buenos Aires zum deutschen Zweitligisten Dessau-Roßlauer HV. Im Sommer 2008 schloss er sich dem spanischen Verein Helvetia Anaitasuna an, der in der División de Honor B spielte. Nur eine Saison später wechselte er zum in der Liga ASOBAL spielenden Club Balonmano Antequera. Im Sommer 2010 unterzeichnete Schulz einen Vertrag bei Pines BM Badajoz. Von 2011 bis 2013 lief er erneut für Anaitasuna auf. In der Saison 2013/14 spielte er für BM Granollers, mit dem er den dritten Rang belegte. Im Sommer 2014 wechselte er in die französische Starligue zum HBC Nantes. Und im Sommer 2016 wechselte er zum Pfadi Winterthur (Schweiz). Im Sommer 2020 beendete er seine Karriere. Im Jahr 2021 gab er nochmals sein Comeback für Pfadi.

## Nationalmannschaft
Der 1,90 m große Torhüter stand 226-mal für die argentinische Nationalmannschaft auf der Platte und nahm unter anderem an den Handball-Weltmeisterschaften 2005 in Tunesien, 2007 in Deutschland, 2009 in Kroatien, 2011 in Schweden sowie 2013 in Spanien und 2015 in Qatar teil. Außerdem nahm er im Sommer 2012 an den Olympischen Spielen in London sowie 2016 an den Olympischen Spielen in Rio de Janeiro teil. Bei den Panamerikameisterschaften 2004, 2010, 2012 und 2014 gewann er die Goldmedaille. Weiterhin errang er die Silbermedaille bei den 15. Panamerikanischen Spielen in Rio de Janeiro, die Goldmedaille bei den 16. Panamerikanischen Spielen in Guadalajara sowie die Silbermedaille bei den 17. Panamerikanischen Spielen in Toronto.

## Trainertätigkeit
Nach seiner Karriere übernahm er das Amt des Torwarttrainers bei Pfadi Winterthur.